# كيث روبرتس
كيث روبرتس (بالإنجليزية: Keith Roberts)‏ هو رسام توضيحي وكاتب ورسام ومصمم جرافيك بريطاني، ولد في 20 سبتمبر 1935 في Kettering ‏ في المملكة المتحدة، وتوفي في 5 أكتوبر 2000 في سالزبوري في المملكة المتحدة بسبب تصلب متعدد.